# Jotunheimen
Jotunheimen (norveška izgovorjava: [ˈjôːtʉnˌhæɪmn̩]; dob. 'dom Jötunn') je gorsko območje s približno 3500 kvadratnimi kilometri na jugu Norveške in je del dolgega območja, znanega kot Skandinavsko gorovje. Vseh 29 najvišjih gora na Norveškem je v gorah Jotunheimen, vključno z 2469 metrov visoko goro Galdhøpiggen (najvišja točka na Norveškem in v severni Evropi). Gore Jotunheimen segajo na mejo med okrajema Innlandet in Vestland (zgodovinsko del starih okrožij Oppland in Sogn og Fjordane).

## Etimologija
Prvotno ni bilo splošnega imena za to veliko gorsko območje. Toda leta 1820 je norveški geolog in alpinist Baltazar Mathias Keilhau predlagal ime Jotunfjeldene ('gore Jotnar') (navdih po nemškem imenu Riesengebirge). To je pesnik Aasmund Olavsson Vinje leta 1862 kasneje spremenil v Jotunheimen – to ime/oblika je neposredno navdihnila ime Jötunheimr v nordijski mitologiji.

## Geologija
Jotunheimen je ostanki gorskega območja, ki je gmota kamnin, ki je ostala na mestu, ker je bil okoliški relief erodiran. Vrhovi Dovrefjell in Jotunheimen ter drugi deli južne Norveške so le redki ostanki nekdaj ravnega površja, ki je obstajalo na Norveškem pred dvigom. Ta površina je zdaj v veliki meri erodirana in ukrivljena. Omenjena erozija je tvorila niz stopnic in z najvišje od teh stopnic se dviga Jotunheimen.

## Geomorfologija
Značilne gorske oblike v Jotunheimenu je izklesala ledeniška geomorfologija v pleistocenu, zlasti v zadnjem ledeniškem obdobju. Medtem ko je skandinavska ledena plošča pokrivala večino Fenoskandije, nekateri gorski vrhovi Jotunheimena niso bili prekriti z ledeniki in so ostali kot nunatak. Primeri so Galdhopiggen, Glittertinden ali Store Lauvhøi. Proti zahodu je skandinavska ledena plošča razpadla v več ledeniških jezikih in povzročila nastanek norveških fjordov.

## Podnebje, ledeniki in permafrost
Jotunheimen leži v prehodnem območju od morskega podnebja na zahodu do bolj celinskega podnebja proti vzhodu. Visoka povprečna letna količina padavin na zahodu vodi do nizke meje poledenitve manj kot 1500 metrov, nadmorske višine, kjer se lahko oblikujejo ledeniki. Na vzhodu Jotunheimena so ledeniki redki in meja poledenitve se dvigne do nadmorske višine več kot 2100 metrov. Pri srednjih letnih temperaturah zraka (MAAT) lahko opazimo nasprotni trend. Pade približno 600 metrov za katero koli dano vrednost MAAT. MAAT pri -3,5 °C označuje območja s pojavom razširjenega gorskega permafrosta. Tako obstaja permafrost v velikih delih Jotunheimena zaradi njegovega bolj celinskega podnebja.[6]

## Turizem
Jotunheimen je zelo priljubljen pri pohodnikih in plezalcih, norveško gorsko turistično združenje pa vzdržuje številne planinske koče na tem območju, pa tudi označene poti, ki potekajo med kočami in drugimi, ki vodijo do nekaterih vrhov. Območje ima več kot 50 označenih poti, od krajših pohodniških do večdnevnih poti.
Slika iz Gjende prikazuje pečino, ki se spušča v jezero. V njegovem vznožju je priljubljeno gostišče Memurubu. Slika je posneta iz Gjendesheima, izhodišča za pohodništvo v gorovje. Ob Besseggenu je zelo priljubljena pot, ki sledi robu gorovja na desni, po katerem je tudi dobila ime.
Obstaja nacionalna turistična pot, cesta Sognefjell, od Skjoldna do Loma in druga cesta, RV 51, od Gol do Vågå skozi posebno območje Valdresflya.

## Narodni park Jotunheimen
Jotunheimen vključuje narodni park Jotunheimen, ki je bil ustanovljen leta 1980 in pokriva površino 1151 kvadratnih kilometrov. Gorovje Hurrungane je prav tako znotraj narodnega parka z najostrejšimi vrhovi v Jotunheimenu. Ob meji parka je naravni rezervat Utladalen, ki med drugim zajema dolino Utladalen in goro Falketind.
Kot pravi antropolog Shoshi Parks, se »v tej regiji Norveške združujejo trije narodni parki, vendar je Jotunheimen daleč najbolj spektakularen, z 250 vrhovi, visokimi preko 1900 metrov, vključno z dvema najvišjima v severni Evropi – (Galdhøpiggen in Glittertind),«

## Človeška prisotnost
Jotunheimenov Čevelj je bil odkrit avgusta 2006. Arheologi ocenjujejo, da je bil usnjen čevelj izdelan med letoma 1800 in 1100 pred našim štetjem, zaradi česar je najstarejši kos oblačila, odkrit v Skandinaviji. Odkrili so ga skupaj z več puščicami in leseno lopato, zato so arheologi sklepali, da so odkrili pomembno lovišče.
Februarja 2020 so raziskovalci programa Secrets of Ice odkrili 1500 let staro vikinško puščično konico, ki sega v germansko železno dobo in je bila zaprta v ledeniku na južnem Norveškem, ki so ga povzročile podnebne spremembe v gorovju Jotunheimen. Konica puščice iz železa je bila razkrita s počeno leseno ostjo in peresom, dolga je 17 centimetrov in tehta samo 28 gramov.

## Promet
Kljub velikemu območju Jotunheimena je malo cest za avtomobilski promet. Med Jotunheimenom in Breheimenom planoto prečka norveška okrožna cesta 55. Proti zahodu se cesta nadaljuje naprej od Skjoldna preko Sogndalsfjøra, Balestranda in Høyangerja do evropske ceste E39. Na vzhodu vodi cesta proti Lomu. Nekaj manjših makadamskih cest vodi do različnih delov obrobja narodnega parka Jotunheimen, čeprav je samo območje narodnega parka praktično brezpotje. Majhna izjema pa je slepa cesta v Veodalen do Glitterheima, katere vrh je znotraj območja narodnega parka blizu Glittertinda.